# Newington (Thanet)
Newington – dzielnica miasta Ramsgate w Anglii, w hrabstwie Kent, w dystrykcie Thanet. Leży 2,5 km od centrum miasta Ramsgate. W 2018 miejscowość liczyła 5463 mieszkańców.